# Oury (departamento)
Oury é um departamento ou comuna da província de Balé no Burkina Faso. A sua capital é a cidade de Oury.
Em 1 de julho de 2018 tinha uma população estimada em 36891 habitantes.